# Cộng đồng Đông Á

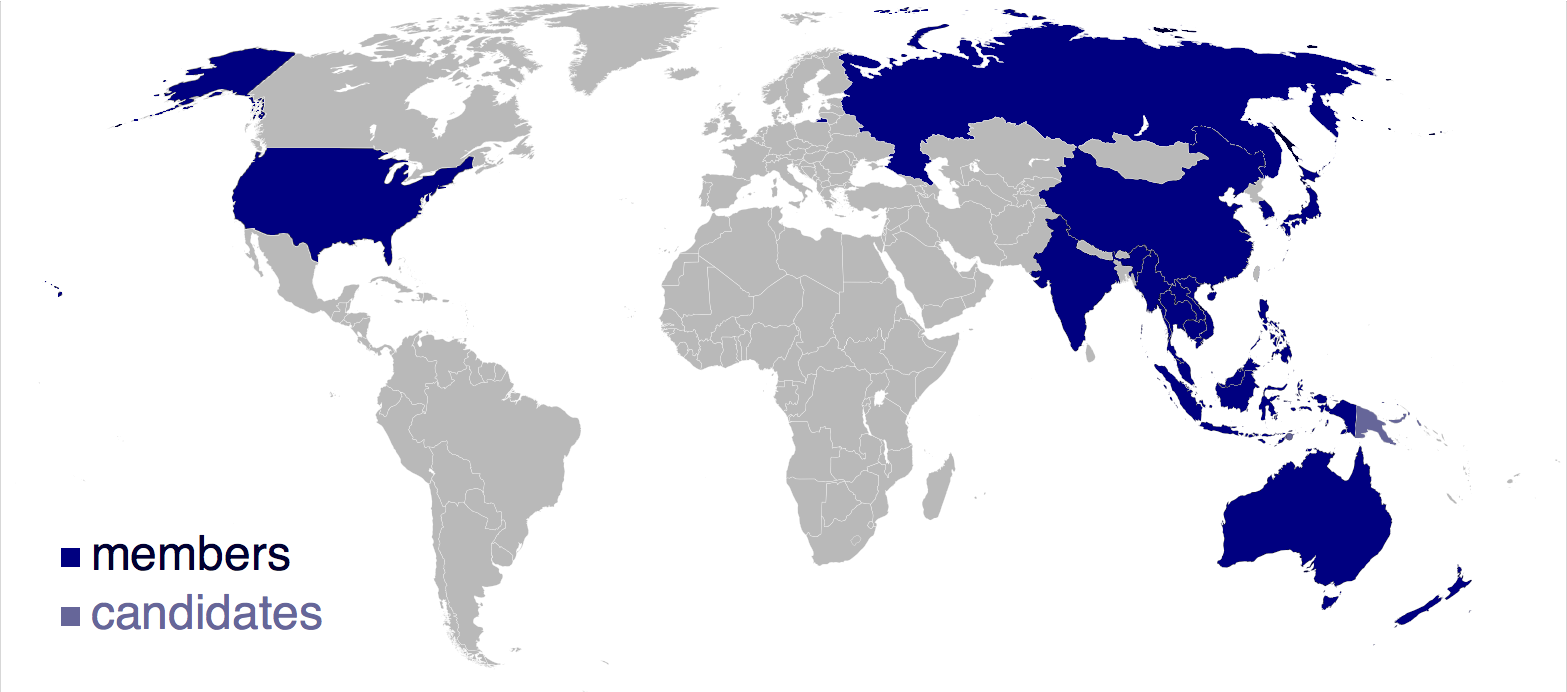
Thành viên và ứng cử viên của Cộng đồng Đông Á.

Cộng đồng Đông Á là một cộng đồng kinh tế dự định của mười quốc gia thành viên ASEAN và sáu quốc gia gồm Nhật Bản, Hàn Quốc, Trung Quốc, Ấn Độ, Australia và New Zealand. Cộng đồng Đông Á có tên tiếng Anh là East Asian Community, viết tắt là EAC. Ngoài ra, một số cách gọi khác như ASEAN+3+3, ASEAN+3+Australia+Ấn Độ+New Zealand, hay ASEAN+6. Tương lai gần, cộng đồng kinh tế này còn có thể có thêm Đông Timor.

## Lịch sử

### Trước EAC
Năm 1990, Thủ tướng đương thời của Malaysia, Mohamad bin Mahathir, đã đề xuất ý tưởng về một khối mậu dịch với cái tên Nhóm Kinh tế Đông Á (East Asia Economic Group). Trong ý tưởng của Mahathir, Đông Á bao gồm mười nước ASEAN cộng với các nước Nhật Bản, Hàn Quốc và Trung Quốc. Tuy nhiên, ý tưởng này đã không được triển khai mạnh mẽ trong thực tế mà một trong những nguyên nhân chính là thiếu sự nhiệt tình của một số nước dự kiến là thành viên.
Tháng 1 năm 1997, Thủ tướng Nhật Bản lúc ấy là Hashimoto Ryutaro khi đi thăm một số nước ASEAN đã đề xuất một hội nghị thượng đỉnh thường niên giữa Nhật Bản với ASEAN. Đề nghị ASEAN+3 là lời đáp lại của ASEAN sau khi đã bàn bạc để đạt được sự đồng thuận nội bộ khối. Tháng 4 năm 1997, ASEAN đề xuất tổ chức hội nghị cấp cao giữa ASEAN với Nhật Bản, Hàn Quốc và Trung Quốc. Và nhân vật nhiệt tình nhất trong việc thúc giục tổ chức một hội nghị như vậy vẫn là Mahathir. Tháng 12 năm 1997, hội nghị cấp cao lần thứ nhất đã diễn ra ở Kuala Lumpur. Sau đó, đến năm 1999, tại hội nghị cấp cao lần thứ ba tổ chức tại Manila, ASEAN+3 chính thức được thể chế hóa. Lưu trữ ngày 28 tháng 5 năm 2013 tại Wayback Machine Cũng tại hội nghị này, Tuyên bố Chung về Hợp tác Đông Á  đã được đưa ra.
Năm 1998, theo sáng kiến của Hàn Quốc, Nhóm Tầm nhìn Đông Á bao gồm những nhân vật ưu tú của mỗi nước đã được thành lập để thảo luận về việc hội nhập giữa các nước. Năm 2001, Nhóm Nghiên cứu Đông Á được thành lập. Năm 2002, nhóm này đã đệ trình lên các nhà lãnh đạo ASEAN+3 một báo cáo  Lưu trữ ngày 8 tháng 7 năm 2012 tại Wayback Machine trong đó kiến nghị thành lập Hội nghị Cấp cao Đông Á.